# Montfermeil
Montfermeil è un comune francese di 24 951 abitanti situato nel dipartimento della Senna-Saint-Denis (fino al luglio del 1964 faceva parte del dipartimento di Seine-et-Oise) nella regione dell'Île-de-France.

## Nome
Il nome del comune deriva da Montena Firmaculum (monte chiuso, monte fortificato). 
Secondo la cartulaire général di Parigi nel 1124 la città era chiamata Montéfirmo mentre nel 1122 era Montfermolio.

## Storia

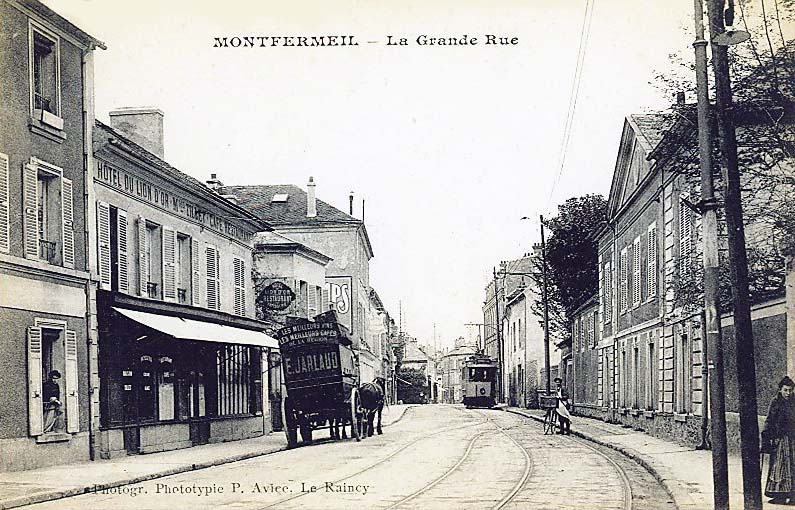
La Grande Rue verso il 1900

Il luogo è abitato fin dal periodo del neolitico (sono stati ritrovati selci, asce, raschiatoi, punte di freccia).
Montfermeil fu occupata dagli inglesi (les «Anglois» in antico francese del tempo).
Nel XVII secolo, fu fatto costruire il castello da Michel de Chamillart, ministro di Luigi XIV (questo castello è andato distrutto nel 1928).
A Montfermeil sono ambientati gli episodi riguardanti la famiglia Thénardier nel romanzo I miserabili di Victor Hugo.
La città fu occupata dalle truppe prussiane nel 1870.
Negli anni 1950-1960, è stata decisa una politica di grande costruzione urbana che ha causato la costruzione di un grande insieme di unità di condomini popolari (Les Bosquets I e II).
Il 1º ottobre 2004 la città si è dotata di una polizia municipale.
Nel 2019 vi è stato ambientato il film I Miserabili del regista Ladj Ly.

## Geografia fisica
La città s'estende su 545 ettari e sita a 17 km ad est di Parigi, a sud della foresta di Bondy.

### Comuni limitrofi

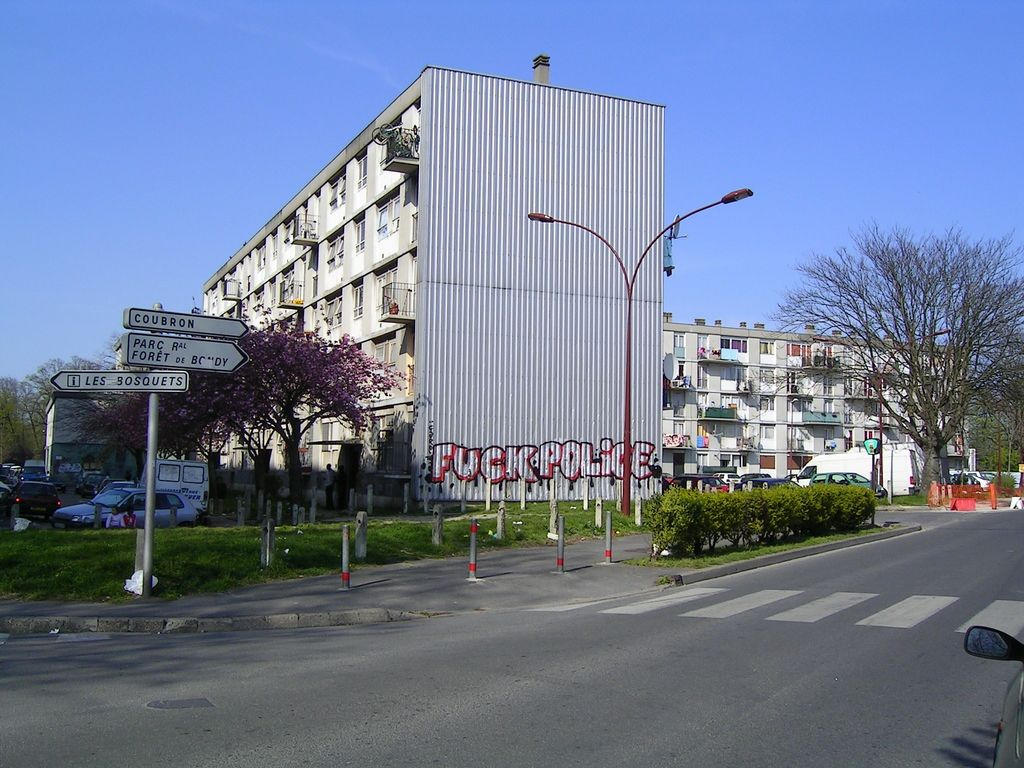
Les Bosquets

Montfermeil confina con:
- Clichy-sous-Bois a nord-ovest;
- Coubron a nord;
- Gagny a sud-ovest;
- Chelles a sud-est;
- Courtry a nord-est

### I quartieri
Il comune di Montfermeil è formato da 4 quartieri di zone diverse:
- Centro, distrutto nel 1966 ed è stato sostituito da un centro commerciale;
- Les Bosquets, vicino alla foresta di Bondy e al confine con Clichy-sous-Bois;
- Franceville, al limite con Gagny e Chelles, quartieri residenziali benestanti;
- Les Coudreaux, al confine di Chelles e di Coubron, altro quartiere residenziale.

### Clima
Montfermeil, come tutti i comuni dell'Île-de-France, è soggetta al clima oceanico. La posizione della città nella fitta urbanizzazione della zona di Parigi provoca un lieve aumento di temperatura di uno o due gradi (a seconda delle condizioni climatiche) rispetto alle zone rurali dell'Ile-de-France.
Questa differenza è particolarmente evidente all'alba, e tende a peggiorare nel corso degli anni.
| Mese                                                        | Gen | Feb | Mar | Avp | Mag | Giu | Lug | Ago | Set | Ott | Nov | Dec | Anno |
| ----------------------------------------------------------- | --- | --- | --- | --- | --- | --- | --- | --- | --- | --- | --- | --- | ---- |
| Temperature massime medie(°C)                               | 6   | 7   | 11  | 14  | 18  | 21  | 24  | 24  | 21  | 15  | 9   | 7   | 14,8 |
| Temperature minime medie (°C)                               | 1   | 1   | 3   | 6   | 9   | 12  | 14  | 14  | 11  | 8   | 4   | 2   | 7,1  |
| Temperature medie (°C)                                      | 4   | 4   | 7   | 10  | 14  | 17  | 19  | 19  | 16  | 12  | 7   | 5   | 11,2 |
| Fonte : Climatologie mensuelle - Aéroport de Roissy, France |     |     |     |     |     |     |     |     |     |     |     |     |      |

## Società

### Evoluzione demografica

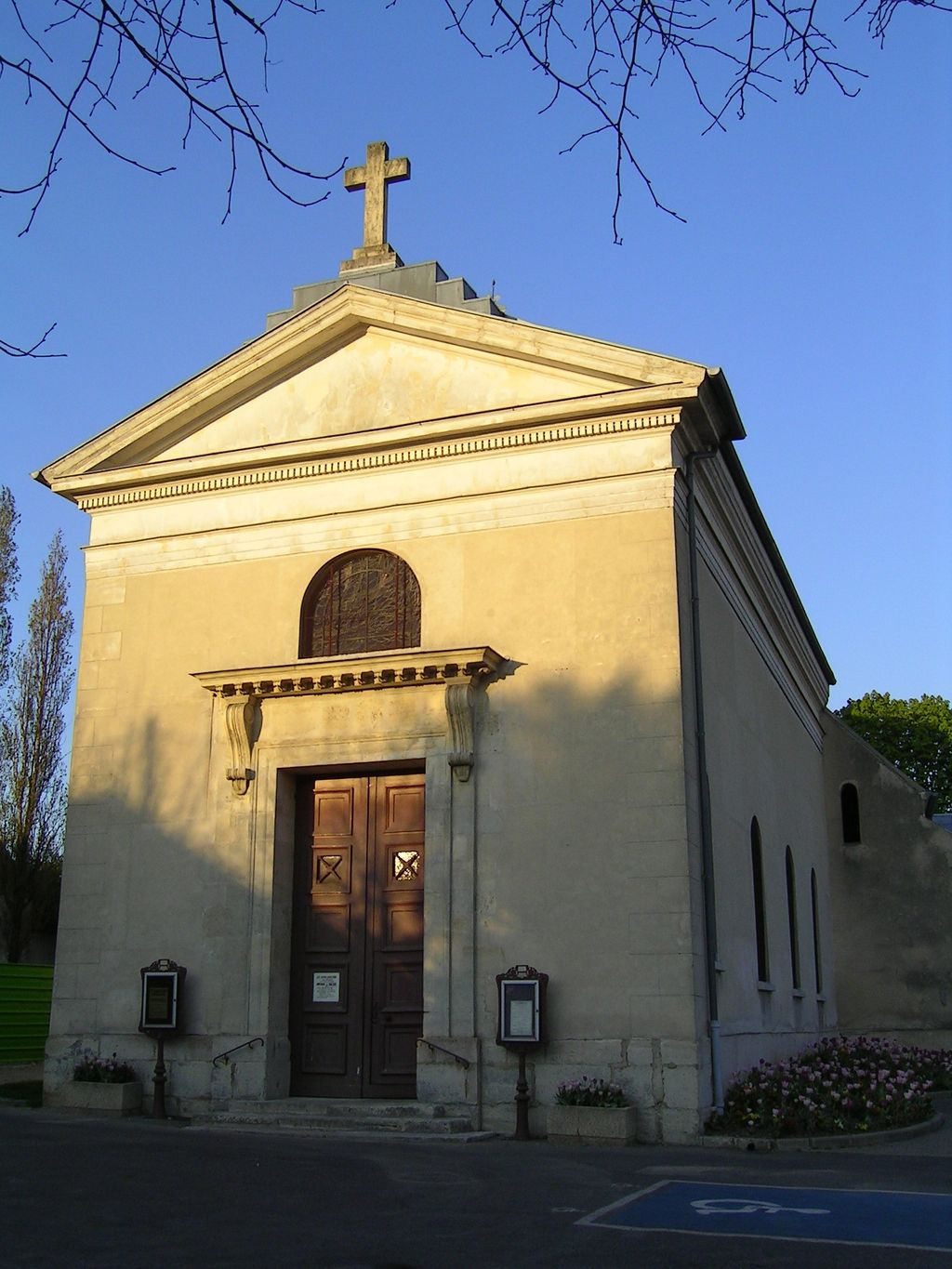
La chiesa

Abitanti censiti

## Amministrazione

### Gemellaggi
- Wusterhausen/Dosse, dal 1966

## Curiosità

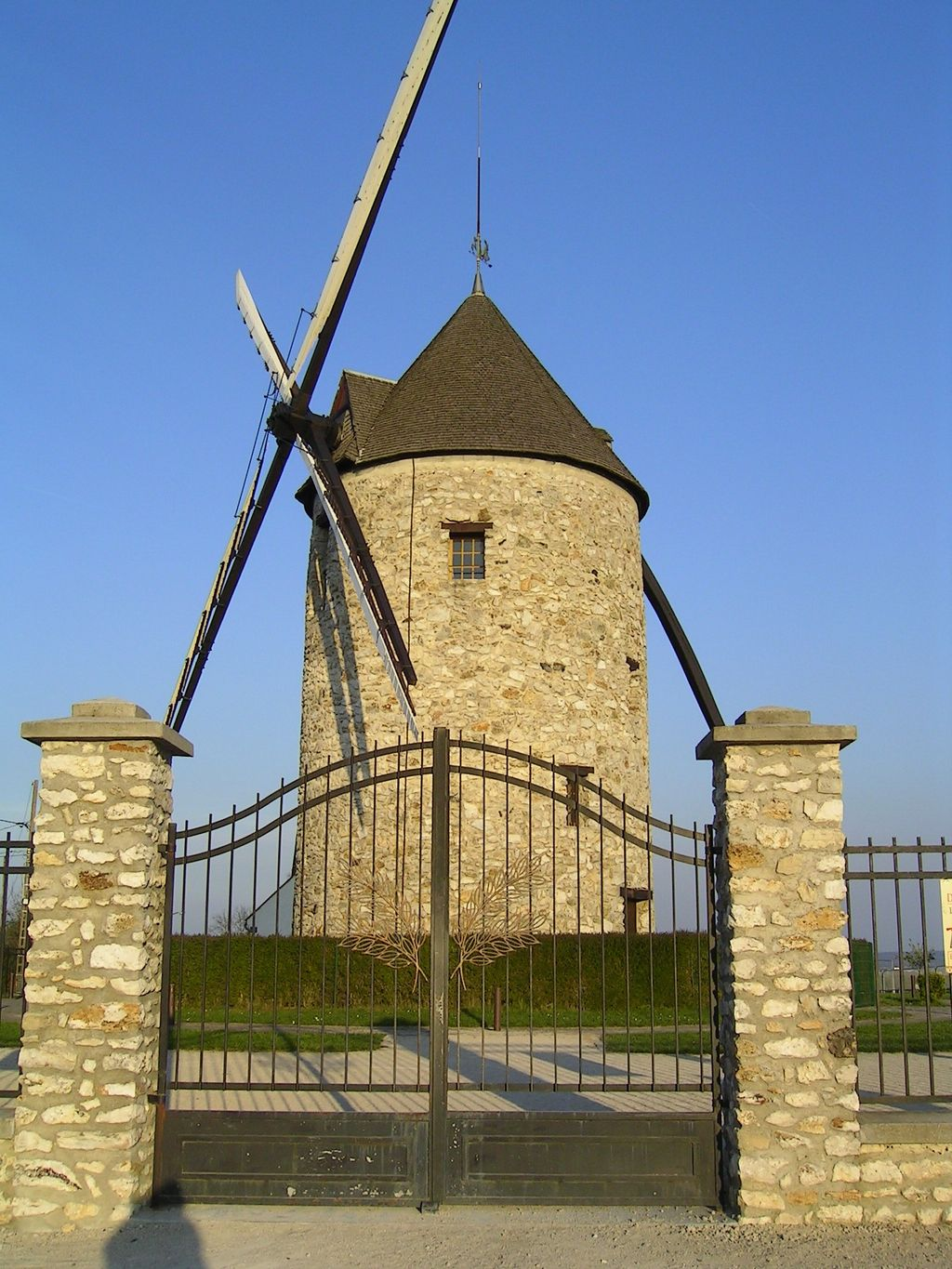
Il mulino

- Montfermeil è noto perché sede della locanda dei Thénardier ("Al sergente di Waterloo"), nel romanzo I miserabili di Victor Hugo